# Richie Laryea
Richmond „Richie“ Mamah Laryea (* 7. Januar 1995 in Toronto) ist ein kanadischer Fußballspieler. Nach seinen ersten Stationen in der Major League Soccer bei Orlando City und Toronto FC, steht er seit 2022 beim englischen Erstligisten Nottingham Forest unter Vertrag. Aktuell ist er wieder auf Leihbasis bei Toronto FC aktiv. Seit 2019 spielt er zudem für die kanadische Nationalmannschaft. 

## Karriere

### Verein
Der in seiner Geburtsstadt Toronto aufgewachsene Richie Laryea wechselte nach seinem High-School-Abschluss auf die University of Akron im US-Bundesstaat Ohio. Dort spielte er für zwei Spielzeiten für das Sportteam der Universität, die Akron Zips. Im MLS SuperDraft wurde er 2016 in der ersten Runde als siebenter Spieler von Orlando City ausgewählt.
Nachdem er in seinem ersten Jahr nur in der zweiten Mannschaft eingesetzt worden war, debütierte er am 25. Juni 2017 für Orlando in der Major League Soccer 2017 bei einer 0:4-Niederlage gegen Chicago Fire. Bis zum Saisonende wurde er in elf weiteren Ligapartien eingesetzt und verpasste mit seinem Team den Einzug in die Play-offs. Auch in der Major League Soccer 2018 wurde dieser als Elfter und damit Letzter der Eastern Conference deutlich verpasst. Richie Laryea kam in neun Spielen zum Einsatz und blieb dabei ohne Torerfolg. Am Ende der Saison verzichtete Orlando auf die Option zur Verlängerung seines Vertrages.
Am 21. März 2019 wurde der 24-Jährige von Toronto FC unter Vertrag genommen und kehrte damit in seine Heimatstadt zurück. Mit seinen Mannschaftskameraden zog er als Tabellenvierter der Eastern Conference in die Play-offs der Major League Soccer 2019 ein. Nach Erfolgen über D.C. United und New York City FC bezwang Toronto im Conference-Final den Vorjahresmeister Atlanta United mit 2:1 und zog damit in das Finale den MLS Cup ein. Dieses verlor das Team um den in der 77. Minute eingewechselten Richie Laryea jedoch mit 1:3 gegen die Seattle Sounders und verpasste damit den Gewinn der US-Meisterschaft. In der Major League Soccer 2020 scheiterte Toronto bereits in der ersten Play-off-Runde an Nashville SC. Richie Laryea wurde am 28. September 2020 zum Spieler der Woche der MLS gewählt, nachdem er bei einem 3:1-Erfolg über Columbus Crew ein Tor selbst erzielt und die anderen beiden vorbereitet hatte. In seiner dritten Saison in Toronto verschlechterten sich die Leistungen der Mannschaft deutlich und der Einzug in die Play-offs der Major League Soccer 2021 wurde als Vorletzter der Eastern Conference verpasst. 
Am 8. Januar 2022 gab der englische Zweitligist Nottingham Forest die Verpflichtung des 27-Jährigen mit einer bis 2025 gültigen Vertragslaufzeit bekannt. In der EFL Championship 2021/22 stieg Richie Laryea mit seinem neuen Team in die Premier League auf, er selbst blieb jedoch zumeist nur Ersatz von Djed Spence und wurde lediglich fünfmal eingesetzt. Anfang August 2022 kehrte der Kanadier auf Leihbasis zu Toronto FC zurück.

### Nationalmannschaft
Richie Laryea wurde Ende August 2019 erstmals in den Kader der kanadischen Nationalmannschaft berufen. Am 7. September 2019 debütierte er für Kanada bei einem 6:0-Heimsieg in der CONCACAF Nations League 2019–21 gegen die Kubanische Fußballnationalmannschaft. Am 25. März 2021 gelang ihm sein erstes Tor für die kanadische Auswahlmannschaft bei einem 5:1-Sieg über Bermuda in der Qualifikation für die Fußball-Weltmeisterschaft 2022. Im Sommer 2021 wurde er von Nationaltrainer John Herdman in den kanadischen Kader für den CONCACAF Gold Cup 2021 berufen. Er kam in allen drei Gruppenspielen zum Einsatz und zog mit Kanada als Tabellenzweiter hinter den USA in das Viertelfinale ein. Dort bezwang Kanada die Mannschaft von Costa Rica mit 2:0, ehe im Halbfinale mit 1:2 gegen die Mexikanische Fußballnationalmannschaft der Einzug in das Finale knapp verpasst wurde.